# Compagnie de Chine
La Compagnie de Chine est une compagnie coloniale française fondée en 1660 par Mazarin pour envoyer des missionnaires vers l’Extrême-Orient tout en faisant du commerce. Elle s’appuie sur le savoir-faire des membres de la Compagnie du Saint-Sacrement et sur celui d’Alexandre de Rhodes qui a vécu pendant trente et un ans en Asie. 
C'est une compagnie pour le commerce avec la Chine, le Tonkin et la Cochinchine, qui a pour actionnaire des personnalités de toute la haute société de l’époque : Mazarin, Nicolas Fouquet, plusieurs nobles et officiers de la couronne et des financiers pour la plupart membres ou proches de la Compagnie du Saint-Sacrement, qui comprenait des capucins, des lazaristes et des dévots et tentait d’accroître la population chrétienne en Asie. 
La Compagnie de Chine précède la création de la grande Compagnie française des Indes orientales en 1664, qui reprend sa vocation commerciale mais pas sa vocation religieuse et d'autres compagnies européennes fondées au XVIIe siècle.